# Georgetown, Ohio
Georgetown är administrativ huvudort i Brown County i Ohio. Orten har fått sitt namn efter Georgetown i Kentucky. Enligt 2010 års folkräkning hade Georgetown 4 331 invånare.